# Lingue dinka-nuer
Le lingue dinka-nuer sono un ramo delle lingue nilo-sahariane parlate in Sudan e in Etiopia.

## Distribuzione geografica
Secondo l'edizione 2009 di Ethnologue, le lingue dinka-nuer sono parlate complessivamente da 2 milioni di persone, stanziate principalmente in Sudan. La lingua nuer è parlata anche in Etiopia.

## Classificazione
Secondo l'edizione 2009 di Ethnologue, la classificazione delle lingue dinka-nuer è la seguente:
- Lingue nilo-sahariane
  - Lingue sudaniche orientali
    - Lingue nilotiche
      - Lingue nilotiche occidentali
        - Lingue dinka-nuer
          - Lingua dinka [codice ISO 639-3 din] - classificata dallo standard ISO 639-3 come macrolingua i cui membri sono:
            - Lingua dinka nordorientale [dip]
            - Lingua dinka nordoccidentale [diw]
            - Lingua dinka meridionale centrale [dib]
            - Lingua dinka sudorientale [dks]
            - Lingua dinka sudoccidentale [dik]

          - Lingue nuer
            - Lingua nuer [nus]
            - Lingua reel [atu]